# Hynčina
Hynčina ist eine Gemeinde in Tschechien. Sie liegt acht Kilometer südwestlich von Zábřeh und gehört zum Okres Šumperk.

## Geographie
Hynčina befindet sich im Nordwesten der Mirovská vrchovina (Mürauer Bergland) auf einer großen Waldlichtung über dem Tal der Moravská Sázava. Das Dorf erstreckt sich auf einem Sattel bis in der Quellmulde des Baches Hynčinský potok. Hynčina liegt an der südlichen Peripherie des Naturparks Březná, gegen Norden befindet sich das tief eingeschnittene Tal der Moravská Sázava. Nördlich erhebt sich die Mírovská (Nagelsberg, 594 m), im Nordosten der Joklův kopec (Jokelsberg, 591 m), südwestlich die Vlčina (Wolfskuppe, 590 m).
Nachbarorte sind Hoštejn im Norden, Hněvkov, Lupěné, Jestřebíčko und Jestřebí im Nordosten, Pobučí im Osten, Dolní Bušínov und Horní Bušínov im Südosten, Křižanov im Süden, Petrušov im Südwesten, Zejpy, Koruna und Krasíkov im Westen sowie Tatenice und Popelák im Nordwesten.

## Geschichte
Die erste schriftliche Erwähnung des nach seinem Lokator benannten Dorfes Hynczdorf erfolgte 1391 im Zuge eines vom Olmützer Bischof Nikolaus von Riesenburg geführten Rechtsstreites.
Das Dorf gehört zu den jüngeren Gründungen in dem Gebiet, wesentlich älter sind Zayphen, Jores und Chrisan. Die Goldseifnersiedlung Zayphen erlosch 1280 während eines Ausbruches der Pest. Als Heinrich von Leipa die Herrschaft Triebe 1365 an Markgraf Johann Heinrich verkaufte, lag Seiffen wüst. Ein weites verlassenes Dorf war Jous, das sich zwischen Petrušov und Křižanov befand. In der zweiten Hälfte des 15. Jahrhunderts wurden die Dörfer Hynczdorf, Chrisan und Jores während des böhmisch-ungarischen Thronfolgekrieges den Erdboden gleichgemacht. Unter Bischof Johannes Dubravius erfolgte in der Mitte des 16. Jahrhunderts eine Neubesiedlung der verödeten Dörfer. Seit 1561 ist ein Richter in Hynczdorf nachweislich. Während des Dreißigjährigen Krieges war die Gegend und Hudkendorf erneut Verwüstungen und Plünderungen ausgesetzt. Auf dem Fluren eines herrschaftlichen entstand zum Ende des 18. Jahrhunderts die Ansiedlung Heinzhof. Heinzendorf hatte im Jahre 1834 861 Einwohner und bestand aus 92 Häusern.
Nach der Aufhebung der Patrimonialherrschaften bildeten Unter Heinzendorf und Heinzhof selbstständige Gemeinden im Bezirk Hohenstadt. 1930 lebten in Unter Heinzendorf 714 Menschen und in Heinzhof waren es 120. Nach dem Münchner Abkommen wurden beide Gemeinden 1938 dem Deutschen Reich zugeschlagen und gehörten bis 1945 zum Landkreis Hohenstadt. 1939 hatte Unter Heinzendorf 698 Einwohner und Heinzhof 119. Die Orte gehörten zur deutschen Sprachinsel Schönhengstgau. Nach dem Ende des Zweiten Weltkrieges erfolgte die Vertreibung der deutschen Bevölkerung. Die Gemeinden Dolní Hynčina und Hynčinov wurden 1952 zu einer Gemeinde Hynčina vereinigt.
Seit 1961 gehört Hynčina zum Okres Šumperk. 1980 wurde Křižanov eingemeindet.

## Gemeindegliederung
Die Gemeinde Hynčina besteht aus den Ortsteilen Dlouhá Ves (Grunddorf), Hynčina und Křižanov (Chrises) sowie der Ansiedlung Zejpy (Sayernek, früher Zayphen). Der Ortsteil Hynčina setzt sich aus den Ortslagen Dolní Hynčina (Unter Heinzendorf) und Hynčinov (Heinzhof) zusammen.

## Sehenswürdigkeiten
- Kirche des hl. Stanislaus in Dolní Hynčina, errichtet 1722 an Stelle eines Vorgängerbaus
- Barocke Betsäule an der Straße nach Maletín, geschaffen 1703
- Dreifaltigkeitssäule, Steinmetzarbeit aus dem Jahre 1900
- Statue des Hl. Johannes von Nepomuk aus dem Jahre 1871
- Statue der Immaculata, aus dem Jahre 2003